# Bironella
O género Bironella foi descrita por Frederick Vincent Theobald em 1905, este gênero não apresenta importância epidemiológica conhecida, sua distribuição esta restrita a Oceania.

## Espécies[1]
Espécies Tipo Bironella gracilis Theobald, 1905

### SubgéneroNeobironellaTenorio, 1977
- Bironella confusa Bonne-Wepster, 1951 - Espécies Tipo
  - Ocorrência: Papua-Nova Guiné
- Bironella derooki Soesilo & Van Slooten, 1931
  - Ocorrência: Papua-Nova Guiné
- Bironella papuae (Swellengrebel & Swellengrebel de Graaf, 1919)
  - Ocorrência: Austrália, Indonésia e Papua-Nova Guiné

### SubgéneroBrugellaEdwards, 1930
- Bironella hollandi Taylor, 1934
  - Ocorrência: Ilhas Salomão e Papua-Nova Guiné
- Bironella obscura Tenorio, 1975
  - Ocorrência: Papua-Nova Guiné
- Bironella travestita (Brug, 1928) - Espécies Tipo
  - Ocorrência: Nova Guiné, Indonésia e Papua-Nova Guiné

### SubgéneroBironellaTheobald, 1905
- Bironella gracilis Theobald, 1905 - Espécies Tipo
  - Ocorrência: Austrália, Indonésia e Papua-Nova Guiné
- Bironella simmondsi Tenorio, 1977
  - Ocorrência: Austrália

### Referência bibliográfica
- Edwards, F. W. 1932. Genera Insectorum Diptera Fam. Culicidae. 258 pages.
- Theobald, F. V. 1905. A Catalogue of the Culicidae in the Hungarian National Museum, with Descriptions of New Genera and Species. Annales Historico-Naturales Musei Nationalis Hungarici. 3: 61-120.